# Somerset (Vermont)
Somerset es un pueblo ubicado en el condado de Windham, en el estado estadounidense de Vermont. En el año 2010 tenía una población de 3 habitantes y una densidad poblacional de 0.04 personas por km².

## Geografía
Somerset se encuentra ubicado en las coordenadas 43°58′00″N 72°58′00″O / 43.96667, -72.96667.